# Potato Diversion Program
Le Potato Diversion Program (PDP, « programme de détournement des pommes de terre ») est un programme de soutien du marché mis en œuvre par le département de l'Agriculture des États-Unis (USDA) et destiné à détourner du marché, en dédommageant les agriculteurs, certaines quantités de pommes de terre pour les orienter vers des institutions caritatives, l'alimentation du bétail, ou la production d'éthanol, ou même pour les rendre non-commercialisables et les détruire.
Le programme est administré par l’Agricultural Marketing Service (en) et mis en œuvre par la Farm Service Agency (en). Son objectif est de réduire les livraisons sur le marché et de faire remonter les prix à la production.
Le plus récent programme s'est déroulé en 2000 pour des pommes de terre de table du type russet (en) pour un montant limité à 10,25 millions de dollars. 
Il y eut aussi un programme en 1997 pour détourner des pommes de terre des types Irish round white et russet vers des institutions caritatives ou pour leur utilisation en alimentation animale.